# Daniel Adair
Daniel Adair, Daniel Patrick Adair, född 19 februari 1975 i Toronto, Kanada är trummis i postgrungebandet Nickelback och har även spelat trummor i bandet 3 Doors Down.